# Cornelio el Centurión

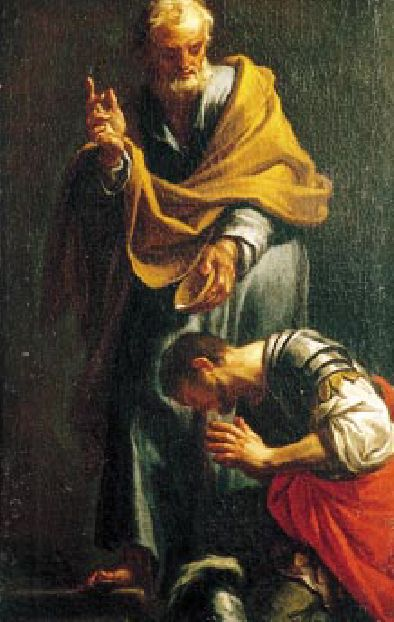
Francesco Trevisani, Bautismo de Cornelio el Centurión (1709). Pinacoteca Civica, Jesi.

Cornelio el Centurión (en griego, Κορνήλιος) fue un centurión romano y, según el Nuevo Testamento, el primer gentil en ser bautizado en la fe cristiana. Festividad de la Iglesia católica el 20 de octubre. Debe aclararse que su Nombre romano o praenomen se desconoce, en cambio trascendió su nomen (apellido en términos actuales), siendo en latín Cornelius el nominativo singular masculino de la Gens Cornelia. Su santificación, junto a la del Papa san Cornelio difundió universalmente el nombre Cornelio, eclipsando que es en realidad uno de los apellidos más antiguos de Occidente, con registros como gentes maiores de Roma desde 500a.C.

## Conversión de Cornelio en el relato bíblico
Cornelio era un centurión de la Cohorte II Italica Civium Romanorum, mencionada como Cohors Italica en la Vulgata. señala el evangelio, indicando con ello que Cornelio sería romano y pertenecía a la Gens Cornelia, la más importante de la Roma Republicana. 
Cornelio estaba establecido en Cesarea Marítima, la capital de la provincia romana de Judea.
La conversión de Cornelio se narra en el capítulo 10 de los Hechos de los apóstoles. Cornelio vivía en la ciudad de Cesarea Marítima (unos 50 kilómetros al norte de Tel-Aviv, en Israel), y es presentado como «piadoso y temeroso de Dios» (Hechos, 10, 2). Un día, a la hora de la oración vespertina, tuvo una visión en la que un ángel de Yahveh (la versión judía de Caelus, quien era el Dios Creador de los romanos) le ordenó llamar a «Simón, apellidado Pedro» (Hechos, 10, 5), que en aquella época se encontraba predicando en Jaffa (junto a Tel-Aviv). Cornelio envió así tres hombres a buscar a Pedro.
Al día siguiente, Pedro, hospedado en casa del curtidor Simón, tuvo asimismo una visión mientras esperaba que le preparasen algo para comer. En ella, descendía desde el cielo hacia la Tierra un lienzo en el que figuraban «toda clase de cuadrúpedos, reptiles de la tierra y aves del cielo» (Hechos, 10, 12). En ese momento, una voz le animó a matar alguno de los animales y comer, a lo que Pedro se negó, alegando que jamás había comido alimentos impuros. La voz replicó: «Lo que Dios ha purificado, no lo llames impuro». Esto se hizo tres veces. (Hechos, 10, 15-16)  Pedro no comprendió al principio el significado de estas palabras, y se quedó perplejo. En ese momento llegaron los enviados de Cornelio a casa de Simón. Y como Pedro se encontraba todavía absorto en su visión, el Espíritu Santo le dijo: “Ahí te buscan tres hombres. Baja y ve con ellos sin dudar, porque los he enviado yo” (Hechos, 10, 19-20). Pedro recibió a los enviados, los hospedó por una noche y partió con ellos al día siguiente en dirección a Cesarea.
Al día siguiente, tras llegar Pedro a casa de Cornelio, este se echó a sus pies y lo adoró. Mas Pedro le hizo levantarse y entró junto a él en la casa en la que se encontraban parientes y amigos íntimos de Cornelio. Pedro dijo a los congregados: «Vosotros sabéis que está prohibido a un judío unirse a un extranjero y entrar en su casa. Pero Dios me enseñó a no llamar profano o impuro a ningún hombre» (Hechos, 10, 28). Entonces, preguntó a Cornelio por qué le había hecho llamar, tras lo cual este relató su visión y cómo el ángel le había ordenado llamar a Pedro. El apóstol tomó la palabra y declaró que, si bien Jesús había predicado únicamente entre el pueblo judío, «Dios no tiene acepción de personas, sino que se complace en toda nación que le teme y practica la justicia».
En ese momento, apareció el Espíritu Santo y se posó sobre todos los presentes, judíos y gentiles. Entonces Pedro dijo: «¿Puede acaso alguien negar el agua del bautismo a estos, que recibieron el Espíritu Santo como nosotros?» (Hechos, 10, 47). Y ordenó que los gentiles allí presentes fuesen bautizados en nombre de Jesús.
Según algunas tradiciones, Cornelio se convirtió en el primer obispo de Cesarea; según otras, en obispo de Scepsis (junto a la actual Bayramiç, en Turquía).

## Sincretismo judeo-romano
Teniendo en cuenta que Judea llevaba desde la conquista de Alejandro Magno dentro de la órbita helénica, hubo tiempo para que sabios y filósofos tanto griegos como judíos intercambiasen conocimientos, comenzándose así el sincretismo entre Helenismo y Judaísmo, fenómeno que se dio en el resto del Imperio Alejandrino. Más tarde con la llegada de los romanos (ya helenizados), no hubo problemas de tolerancia religiosa (salvo en el caso de los zelotes), ya que gracias a la interpretatio graeca exportada por los macedonios, se pudo identificar a Caelus, Urano y Yahvé como el mismo Dios Supremo, permitiendo casos de conversión como el de Cornelio.

## Consecuencias de la conversión de Cornelio
Tras la conversión de Cornelio y su familia, surgieron dudas en la comunidad cristiana sobre la extensión de la nueva fe entre personas ajenas al pueblo judío, es decir, a personas no circuncidadas y que no seguían la Ley de Moisés. Hasta ese momento, se había considerado que, dado que Jesús había predicado únicamente para este pueblo, los apóstoles debían hacer lo mismo. Pedro tuvo que explicar su postura en Jerusalén de la siguiente manera: «Y recordé estas palabras del Señor: “Juan bautizó en agua, mas vosotros seréis bautizados en el Espíritu Santo”. Si Dios, pues, les dio a ellos el mismo don que a nosotros, por haber creído en el Señor Jesucristo, ¿cómo podía yo oponerme a Dios?» (Hechos, 11, 16-17).
La tesis de predicar también a los gentiles triunfó y esta práctica se generalizó desde entonces, contribuyendo claramente a que el cristianismo comenzara a ser considerada una religión nueva, separada del judaísmo, y permitiendo su extensión fuera de los límites de Israel. Fue Pablo el que más la practicó. En Antioquía (actualmente en Turquía), permaneció un año predicando a nuevos fieles de origen griego y chipriota. La posibilidad de predicar a gentiles permitió constituir una fuerte comunidad, la Iglesia de Antioquía (precursora de la actual Iglesia Ortodoxa de Antioquía), ciudad en la que por primera vez estos fieles recibieron el nombre de «cristianos». En Antioquía de Pisidia (junto a la actual Yalvaç, en Turquía), Pablo predica a «israelitas y los que teméis a Dios» (Hechos, 13, 16). Y ante la oposición de la comunidad judía, replica: «A vosotros había que anunciar antes que a nadie la palabra de Dios; más ya que la rechazáis, y no os juzgáis dignos de la vida eterna, nos vamos a los gentiles. Que así nos lo mandó el Señor: “Te he puesto como la luz de los gentiles, para que lleves la salud hasta el fin de la tierra”». Pablo recibiría finalmente el título de «apóstol de los gentiles».
El bautismo de los no judíos quedó establecido definitivamente en el que se ha considerado como el primer concilio del cristianismo, el Concilio de Jerusalén (hacia 50 d. C.), en el que tanto Pedro, como Pablo y Santiago abogaron por predicar entre los gentiles. La decisión tomada fue no poner «ninguna carga más que estas necesarias: absteneros de lo sacrificado a los ídolos, de sangre y animales ahogados y de fornicación» (Hechos, 15, 28-29).